# لوکا اسپورتلی
لوکا اسپورتلی (ایتالیایی: Luca Sportelli؛ ‏ ۱۱ مارس ۱۹۲۷ – ۲۹ اوت ۱۹۹۹) بازیگر اهل ایتالیا بود.
از فیلم‌هایی که وی در آن نقش داشته‌است، می‌توان به شیطانت را در جهنم من بگذار، انجیرتیغی، دکامرون شماره ۴ – حکایت‌های دلکش بوکاچو، دختر اهل بولونیا، سوبروله… دختر اهل رومانیولا، در آخرین لحظه، اعتراض عمومی، ببخشید شما نرمال هستید؟، مسالینا، مسالینا!، معلم ویولنسل، برهنه می‌بینم، بوکاچو، خانم‌دکتر، ملوانان را بیشتر می‌پسندد، چیچو و فرانکو در سال اختلاف نظر، مشکل پُردردسر و تیم اضطراری اشاره کرد.